# Bisdom Butare

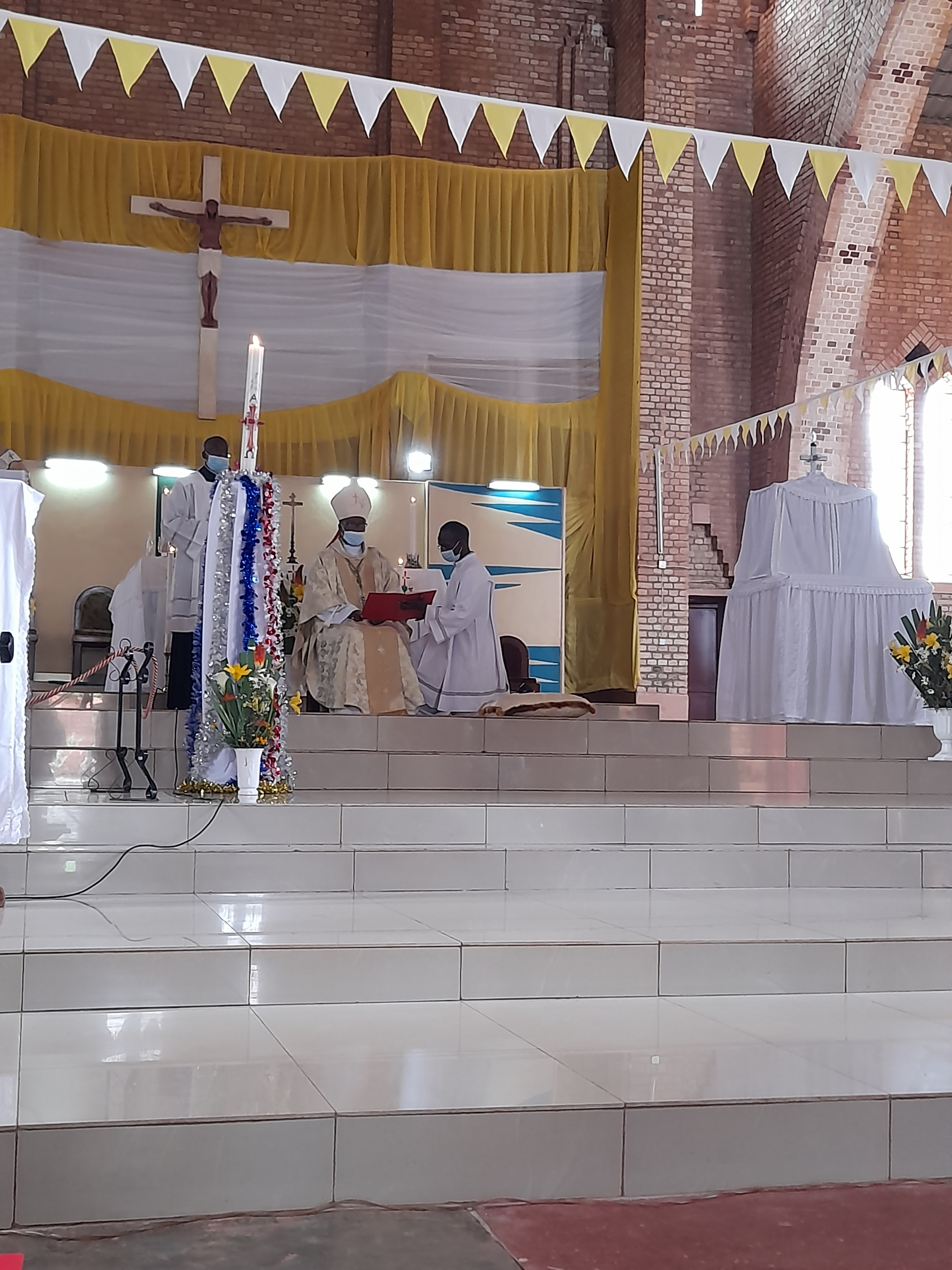
Paasmis in de kathedraal van Butare

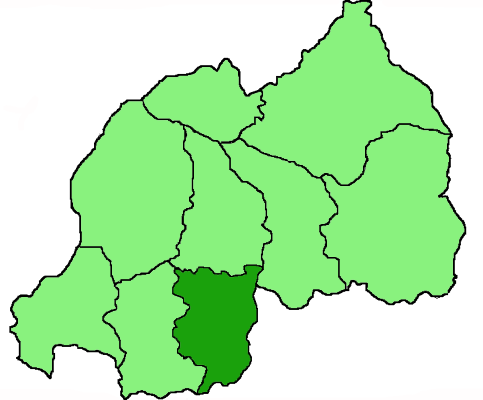
Het bisdom Butare binnen Rwanda

Het bisdom Butare (Latijn: Dioecesis Butarensis) is een rooms-katholiek bisdom met als zetel Butare, de hoofdstad van het district Huye in Rwanda. Het bisdom is suffragaan aan het aartsbisdom Kigali.

## Geschiedenis
Het bisdom werd opgericht op 11 september 1961, als het bisdom Astrida, uit grondgebied van het aartsbisdom Kabgayi. Op 12 november 1963 werd het bisdom hernoemd naar Butare. 
Op 30 maart 1992 verloor het bisdom gebied door de oprichting van het bisdom Gikongoro. 

## Parochies
In 2018 telde het bisdom 26 parochies. Het bisdom had in 2018 een oppervlakte van 1.958 km2 en telde 1.157.910 inwoners waarvan 54,6% rooms-katholiek was.

## Bisschoppen
- Jean-Baptiste Gahamanyi (11 september 1961 - 2 januari 1997)
  - Félicien Muvara (hulpbisschop: 15 december 1988 - februari 1989)
- Philippe Rukamba (2 januari 1997 - heden)

## Kathedraal
- Kathedraal van Onze-Lieve-Vrouw van Wijsheid